# Piciorul elefantului (Cernobîl)

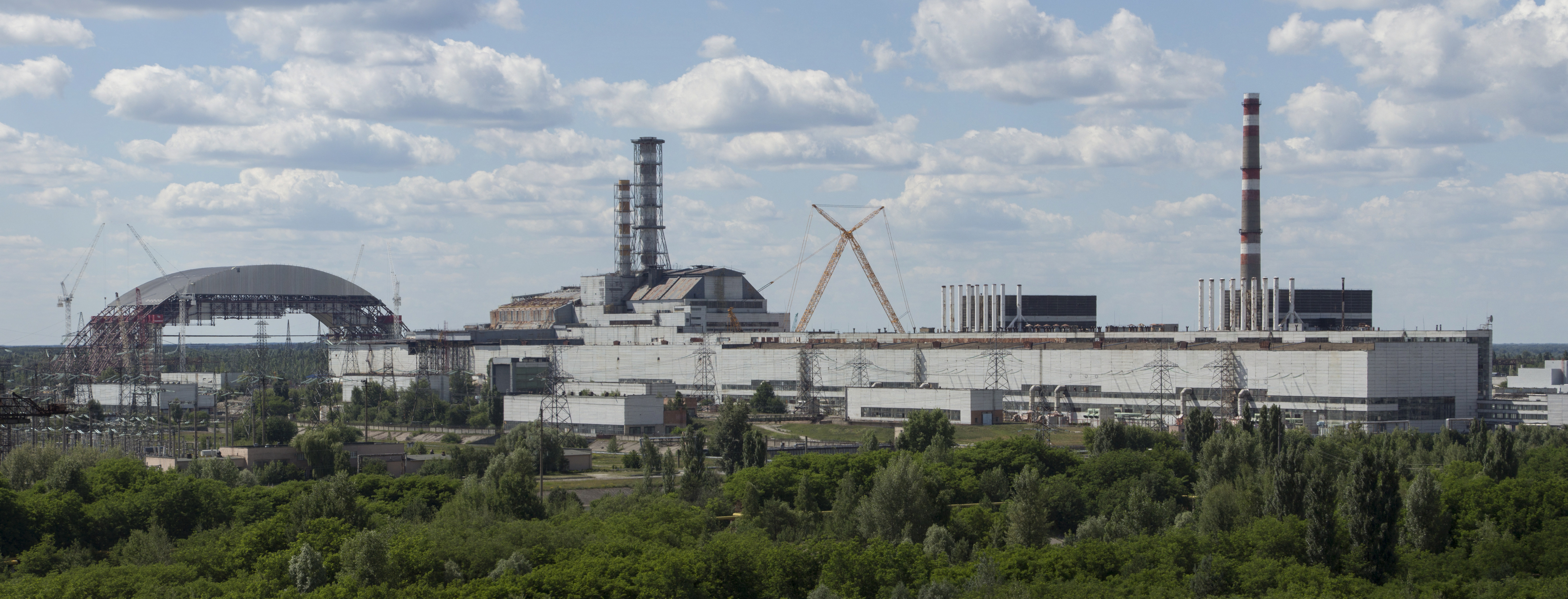
Centrala nucleară de la Cernobîl

Piciorul elefantului este porecla dată unei mase mari de corium, formată din materiale provenite din beton topit, nisip, oțel, uraniu și zirconiu. Masa s-a format sub Reactorul 4 al centralei nucleare de la Cernobîl, lângă Prîpeat, Ucraina, în timpul accidentului nuclear de la Cernobîl din 26 aprilie 1986, și este cunoscută pentru radioactivitatea sa extremă. Este numit astfel datorită aspectului său ridat și al dimensiunii mari, care amintesc de piciorul unui elefant.
A fost descoperit în decembrie 1986, iar „piciorul” este situat într-un tunel de mentenanță sub reactorul nr. 4, deși formațiunea fotografiată frecvent este doar o mică parte dintr-o masă mult mai mare de corium. Are o reputație populară ca fiind unul dintre cele mai radioactive obiecte din istorie, deși pericolul a scăzut în timp din cauza dezintegrării componentelor sale radioactive.

## Origine
Piciorul elefantului este o masă de corium negru cu multe straturi, asemănător scoarței de copac și sticlei. S-a format în timpul dezastrului de la Cernobîl din 1986 dintr-un amestec asemănător lavei, rezultat din materialul topit al nucleului care a ieșit din camera reactorului, materiale din reactorul însuși și diverse componente structurale ale centralei, cum ar fi betonul și metalul. Piciorul a fost descoperit ulterior, în decembrie 1986. Piciorul elefantului este situat în camera 217/2, la 15 metri sud-est de reactorul distrus și la 6 metri deasupra nivelului solului. Materialul care formează piciorul elefantului a ars prin cel puțin 2 metri de beton armat, apoi a curs prin conducte și fisuri și pe un hol pentru a ajunge la locația sa actuală.

## Compoziție
Piciorul elefantului este o ceramică neagră compusă în principal din dioxid de siliciu, cu cantități mai mici de alți oxizi, în special uraniu, calciu, fier, zirconiu, aluminiu, magneziu și potasiu. Odată cu trecerea timpului, cristalele de zircon au început să se formeze lent în masă pe măsură ce se răcește, iar dendritele cristaline de dioxid de uraniu cresc rapid și se descompun în mod repetat. Deși distribuția particulelor care conțin uraniu nu este uniformă, radioactivitatea masei este distribuită uniform. Masa era destul de densă și refractară la încercările de a colecta probe pentru analiză printr-un burghiu montat pe un cărucior controlat de la distanță, fiind necesare cartușe perforante trase dintr-o pușcă de asalt AK-47 pentru a sparge bucăți utilizabile. Până în iunie 1998, straturile exterioare începuseră să se transforme în praf, iar masa a început să crape, deoarece componentele radioactive începeau să se dezintegreze până la un punct în care integritatea structurală a sticlei ceda. În 2021, masa a fost descrisă ca având o consistență similară nisipului.

## Radioactivitate
Piciorul elefantului era extrem de radioactiv la momentul descoperirii sale, aproximativ opt luni după formare. Radioactivitatea din apropiere ajungea la valori cuprinse între 8.000 și 10.000 de roentgeni, sau 80 până la 100 de grays pe oră. Aceasta înseamnă că o persoană expusă la radiații timp de cinci minute primea o doză letală de radiații (50% șanse de deces) de 4,5 grays. Intensitatea radiației a scăzut semnificativ de atunci. În 1996, directorul adjunct al Proiectului New Safe Confinement, Artur Korneyev, a putut vizita pe scurt piciorul elefantului. Pentru a fotografia formațiunea într-o încăpere altfel întunecată, acesta a folosit un aparat de fotografiat automat și o lanternă.
Piciorul elefantului conține aproximativ 10% uraniu din punct de vedere al masei, acesta fiind un emițător de particule alfa. Radiația alfa, în mod normal, nu poate pătrunde pielea, însă devine cea mai periculoasă formă de radiație atunci când particulele radioactive sunt inhalate sau ingerate. Acest lucru a trezit din nou îngrijorări deoarece probele de material provenite din topirea reactorului (inclusiv piciorul elefantului) se transformă în praf. Cu toate acestea, coriumul încă reprezintă un pericol extern din cauza radiației gamma provenită de la produșii de fisiune, în principal 137Cs⁠(d).